# Episoder (film fra 1968)
 For alternative betydninger, se Episoder. (Se også artikler, som begynder med Episoder)
Episoder er en dansk filmskolefilm fra 1968 med instruktion og manuskript af Jørgen Ekberg.

## Handling
Gennem filmens hovedperson, narkoselægen dr. Lund, engagerer filmskoleeleven sig i handlingen - et menneskes død - og efterprøver sin evne til gennem et kalejdoskop af billeder og lyd at engagere publikum.

## Medvirkende
- Peter Jan Rasmussen
- Lene Vasegaard